# Моронай (Юта)
Моронай (англ. Moroni) — місто (англ. city) в США, в окрузі Санпіт штату Юта. Населення — 1544 особи (2020).

## Географія
Моронай розташований за координатами 39°31′38″ пн. ш. 111°34′58″ зх. д. / 39.52722° пн. ш. 111.58278° зх. д. (39.527337, -111.582791).  За даними Бюро перепису населення США в 2010 році місто мало площу 2,78 км², уся площа — суходіл.

## Демографія
Згідно з переписом 2010 року, у місті мешкали 1423 особи в 445 домогосподарствах у складі 353 родин. Густота населення становила 512 осіб/км².  Було 485 помешкань (175/км²).
Расовий склад населення:
| - 85,7 % — білих - 0,4 % — корінних американців - 0,1 % — чорних або афроамериканців - 11,9 % — осіб інших рас |

До двох чи більше рас належало 1,9 %. Частка іспаномовних становила 22,8 % від усіх жителів.
За віковим діапазоном населення розподілялося таким чином: 36,8 % — особи молодші 18 років, 53,2 % — особи у віці 18—64 років, 10,0 % — особи у віці 65 років та старші. Медіана віку мешканця становила 29,0 року. На 100 осіб жіночої статі у місті припадало 90,8 чоловіків;  на 100 жінок у віці від 18 років та старших — 89,1 чоловіків також старших 18 років.
Середній дохід на одне домашнє господарство  становив 53 714 долари США (медіана — 45 893), а середній дохід на одну сім'ю — 60 619 доларів (медіана — 50 000). Медіана доходів становила 36 944 долари для чоловіків та 30 060 доларів для жінок. За межею бідності перебувало 17,7 % осіб, у тому числі 24,3 % дітей у віці до 18 років та 1,2 % осіб у віці 65 років та старших.
Цивільне працевлаштоване населення становило 563 особи. Основні галузі зайнятості: виробництво — 20,8 %, освіта, охорона здоров'я та соціальна допомога — 20,2 %, сільське господарство, лісництво, риболовля — 17,8 %.